# Lago delle Trote
Il lago delle Trote è un laghetto alpino situato in alta Val Brembana nel comune di Foppolo in provincia di Bergamo.

## Accessi

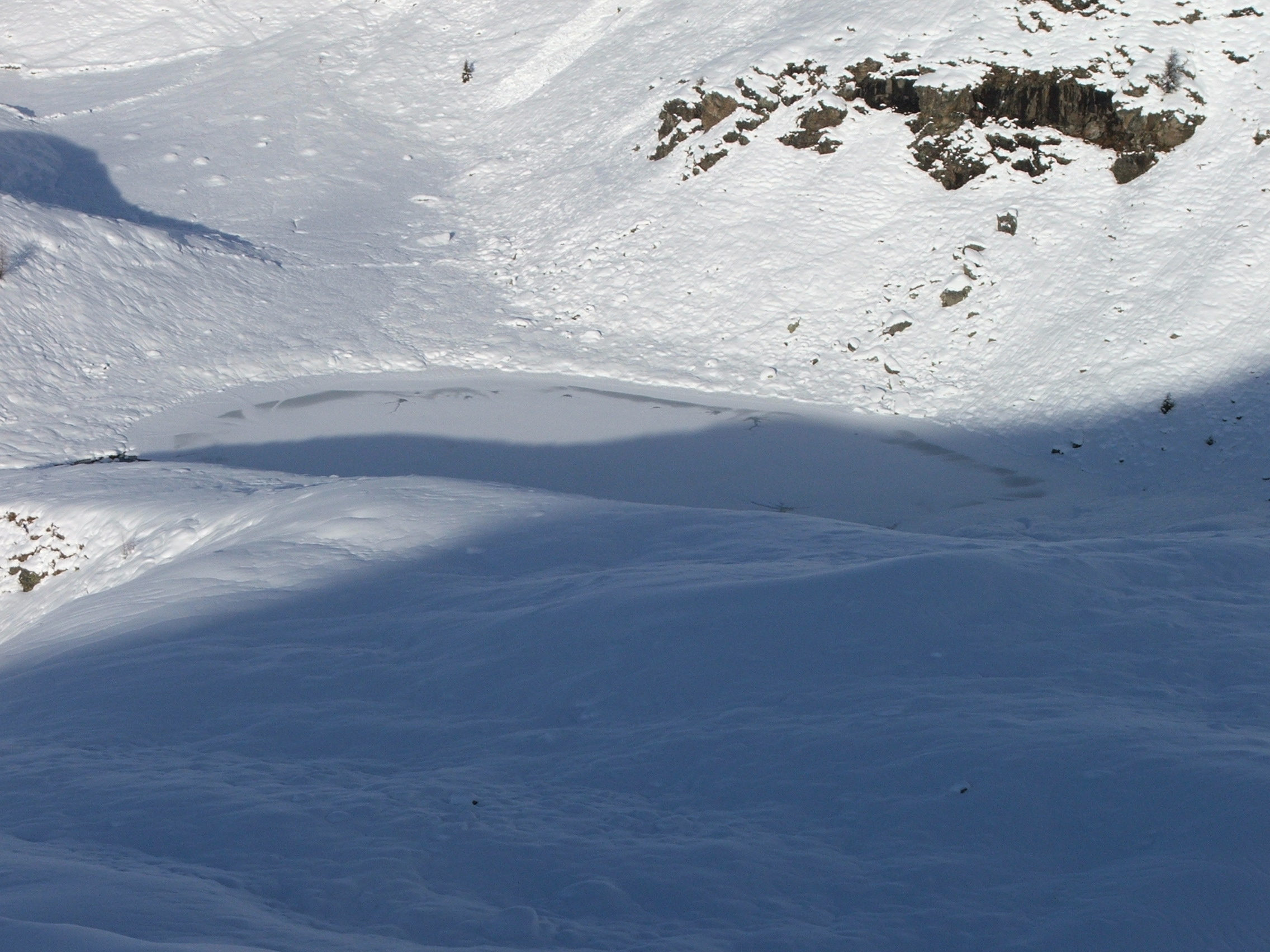
Il lago delle trote a fine novembre visto dal Montebello

Il sentiero più breve per raggiungerlo parte da Foppolo Alta, dove si può salire per i prati che in inverno diventano piste da sci o lungo la carrabile che costeggia gli impianti a est. Si sale fino alla baita Montebello, adiacente all'arrivo della seggiovia principale degli impianti sciistici di Foppolo. La seggiovia, oltre che servire gli impianti sciistici, è funzionante anche nel mese di agosto.
Giunti alla baita si prosegue a sinistra, cioè verso ovest, in direzione Lago delle Trote – Monte Toro. Dalla baita si raggiunge il lago comodamente in 20 minuti di passeggiata.
In alternativa lo si può raggiungere salendo per la carrabile che costeggia gli impianti a sinistra e che, a metà salita, si dirige verso il Passo di Dordona.
Poco prima del passo si diparte dalla carrabile un sentiero sulla destra, cioè verso nord-est, che conduce verso il Lago delle Trote – Monte Toro. Questo percorso è più lungo ma altrettanto semplice da percorrere del primo.
Sul lato ovest del lago parte il sentiero che conduce verso il Lago Alto delle Foppe e il Monte Toro.